# سینه‌سرخ پیسه خاوری
سینه‌سرخ پیسه خاوری (نام علمی: Copsychus saularis) نام یک گونه از سرده سینه‌سرخ پیسه است.